# اشتقاق عكسي (صرف)
الاشتقاق العكسي أو الاشتقاق الارتجاعي أو النحت الارتجاعي أو القياس الخاطئ يقصد به تكوين كلمة جديدة قياسًا على كلمة أخرى، في بعض الأحيان ظنًّا بأنها مشتقة منها وتغييرها وفقا لهذا القياس. يختلف الاختزال عن الاشتقاق العكسي في أن الأول لا ينتج عنه كلمة لها قسم كلام مُختلف عن الكلمة الأصل.

## أمثلة

### عربية
قد تدخل كلمة مبدوءة بصوتي الألف واللام للغة العربية من لغة أجنبية، فيخطر إلى الذهن أن الألف واللام في أول الكلمة ليستا جزءًا من الكلمة إنما يمثلان «الـ» التعريف العربية. على سبيل المثال، كلمة «ألماس» العربية مأخوذة من كلمة «ألماس» في اللغة الفارسية الوسطى نقلًا عن كلمة «ἀδάμας» في اللغة اليونانية، ولذلك فإن ألفها ولامها أصليتان، مما يجعل كلمة ماس كلمة مشتقة عكسيًّا، فقد حذفت الألف واللام لأنهما عوملتا معاملة لام التعريف. كذلك فإن كلمة «الزهايمر» مبدوءة بهمزة الوصل ولام التعريف هو حالة اشتقاق عكسي، فالألف واللام في اسم المرض هما جزء من الاسم الأصلي للمرض (بالألمانية: Alzheimer) وليستا ال التعريف، لذلك فإنَّ الأصل القطع في الهمزة وأصالة اللام ونُطقها، ولكن بسبب التكوين العكسي بسبب القياس الخاطئ فإن مصطلح زهايمر وتعريفه «الزَّهايمر» صارا مُتداولان ودخلا في اللغة العربية.
حالات القياس الخاطئ قد تشمل جميع نواحي اللغة. على سبيل المثال، كلمة بيدق العربية المشتقة من كلمة «پيادگ» الفارسية الوسطى تمثلًا اشتقاقًا عكسيًّا، حيث ظُنَّت الكلمة الأصلية جمع تكسير قياسًا بصيعة الجمع فعالل أو مفاعل، كما في كلمات مثل تراجم أو مساكن أو فهارس، ومنها اُشتُقَّت كلمة «بيدق» عكسيًّا، رغم أن كلمة پيادگ هي كلمة مفردة في اللغة الفارسية الوسطى.
بناء الفعل من اللفظ مع إثبات الزائد في العربية هو بناء يخالف القياس واشتقاق الأفعال من المصادر دون إسقاط الزيادة فيها، كما هو الحال بالنسبة للأفعال المصاغة على وزن تمفعل، مثل تمدرع مشتقا من المدرعة وتمنطق أي تعاطى المنطق.

### إنجليزية
كلمة همبرغر hamburger اسم أكلة منسوبة في الأصل إلى مدينة همبورغ Hamburg الألمانية (بإلحاق أداة النسب ار -er بالمنسوب إليه). الكلمة اقتضبت وصارت برغر burger؛ هذا لأن كلمة هام ham يراد بها لحم فخذ الخنزير الوغير، وعليه ظن بأن كلمة همبورغر hamburger تعني "هام-برغر". نتجت من هذا الصوغ المعكوس ألفاظ مثل "شكن-برغر" chickenburger وهو هامبرغر دجاج و"بيف-برغر" beefburger ".